# وان لوژیازوی
وان لوژیازوی (انگلیسی: One Lujiazui) ساختمان اداری مسکونی ۵۷ طبقه مستقر در شهر پودانگ، شانگهای، چین است، که در سال ۲۰۰۸ احداث گردید.